# Amazobenna reticulata
Amazobenna reticulata är en insektsart som beskrevs av Penny 1980. Amazobenna reticulata ingår i släktet Amazobenna och familjen kilstritar. Inga underarter finns listade i Catalogue of Life.